# Naděžda Dobešová
Naděžda Dobešová (* 26. října 1964 Třebíč) je česká kuželkářka, která momentálně působí v klubu KK Slovan Rosice. Je také bývalá třebíčská městská zastupitelka (2006–2022), sedminásobná mistryně světa v kuželkách, členka české reprezentace v kuželkách, držitelka titulu kuželkářka století, bývalá hráčka týmu Victoria Bamberg a nýnější hlavní trenérka ženské kuželkářské reprezentace. Je vdaná a má dvě děti. V letech 1993–1997 a 1997–2001 působila jako revizorka Českomoravského kuželkářského svazu.

## Kariéra
V roce 1985 získala ve Frankfurtu nad Mohanem titul juniorské mistryně světa a překonala světový rekord, také na tomto mistrovství získala stříbrnou medaili za československý národní tým žen. I z důvodu tohoto úspěchu 8. května 1986 obdržela v Brně čestný titul mistryně sportu, obdržela jej za skvělé světové rekordy a světový mistrovský titul mezi juniorkami v roce 1985. V roce 1990 obhájila titul mistryně světa v kuželkářské soutěži dvojic, spolu s kolegyní Danielou Žďárkovou nahrály 940 bodů a tak vytvořily světový rekord. V roce 2006 vstoupila od Síně slávy ČKA, získala také Zlatou plaketu ČKA za reprezentaci a v roce 2006 Čestné uznání ČSTV. Stala se také kuželkářkou století.

### Týmy
- 1977–1992 – TJ Třebíč
- 1992–1998 – Turnerschaft Coburg (Německo)
- 1998–2012 –  SKC Victoria Bamberg (Německo)
- 2012 – 2014 – KK Slavia Praha
- 2014 – ? – KK Slovan Rosice

## Politické působení
Ve volbách do Senátu PČR v roce 2018 kandidovala za ČSSD v obvodu č. 53 – Třebíč. Se ziskem 7,77 % hlasů skončila na 6. místě.